# Carel Godfried Withuys

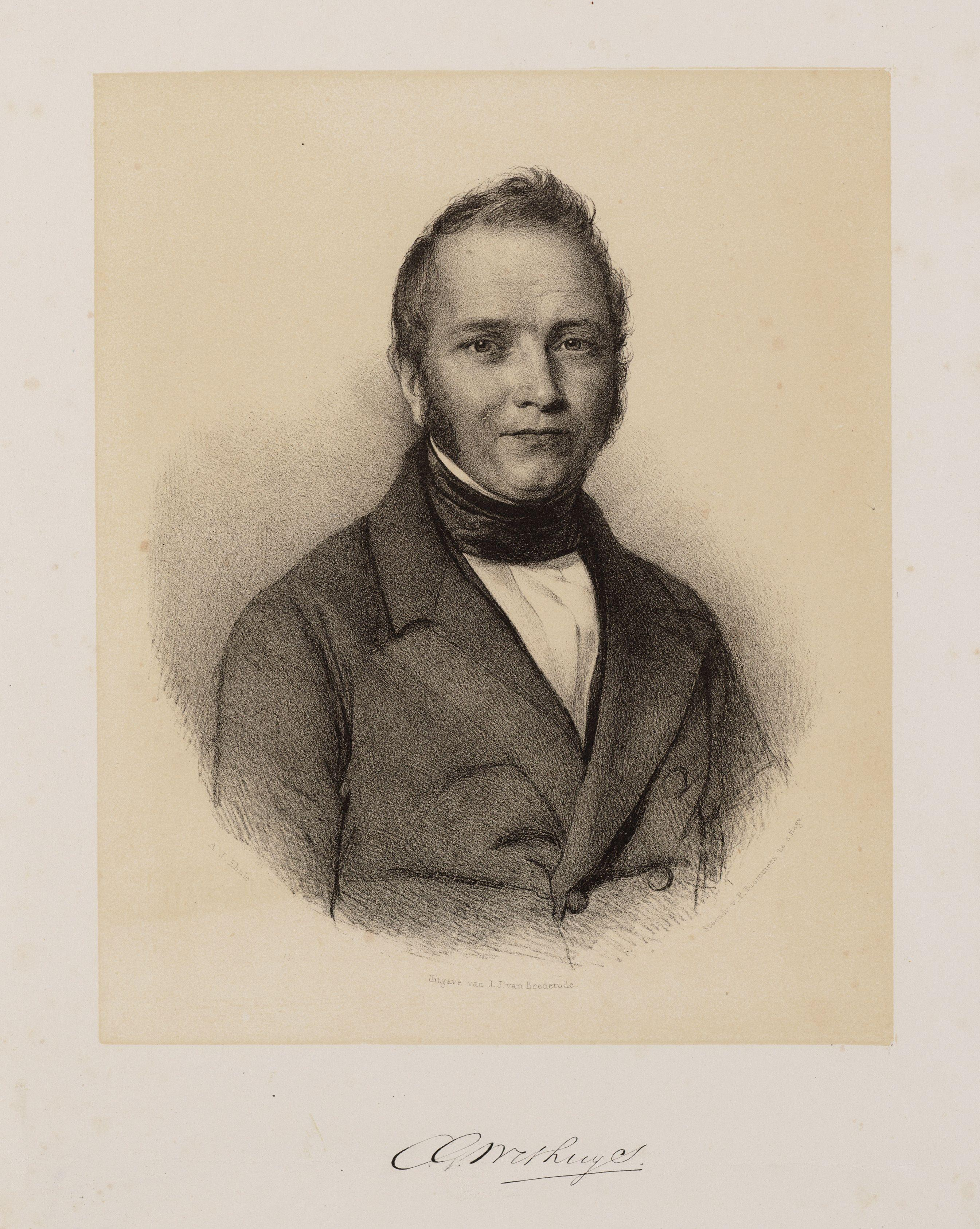
Portret van Carel Godfried Withuys

Carel Godfried Withuys (Amsterdam, 2 mei 1794 - Den Haag, 14 februari 1865) was een Nederlands schrijver en dichter. Veel van zijn werk was uiterst vaderlandslievend, met name tijdens en na de Belgische opstand in 1830.
Samuel Johannes van den Bergh schreef de dood van Withuys toe aan een "verwoestende kritiek" van Conrad Busken Huet op Withuys' bundel "Verhalen, romancen en vertellingen" (1863) in het literaire tijdschrift De Gids van juli 1864.
In een brief van 14 februari 1865 aan A.C. Kruseman schreef Van den Bergh: "Het hindert mij geweldig - toch zal ik niet door zijn (Busken Huet's)  gemeenheid sterven gelijk Withuys, die, van het oogenblik af dat B.H. zijn schendige handen in diens eerlijk verdiende lauweren sloeg, aan het tobben is geraakt, en er onder gedrukt geloopen heeft totdat gisteren hem een bloedspuwing heeft overvallen. Gaandeweg is W. verminderd - en wie hem van nabij kennen zijn eenstemmig in de verzekering dat de Haarlemsche beul hem heeft omgebracht".

## Werken
- De slag bij Quatre Bras (1815)
- Drietal krijgsliederen (1830)
- Aan Holland (1831)

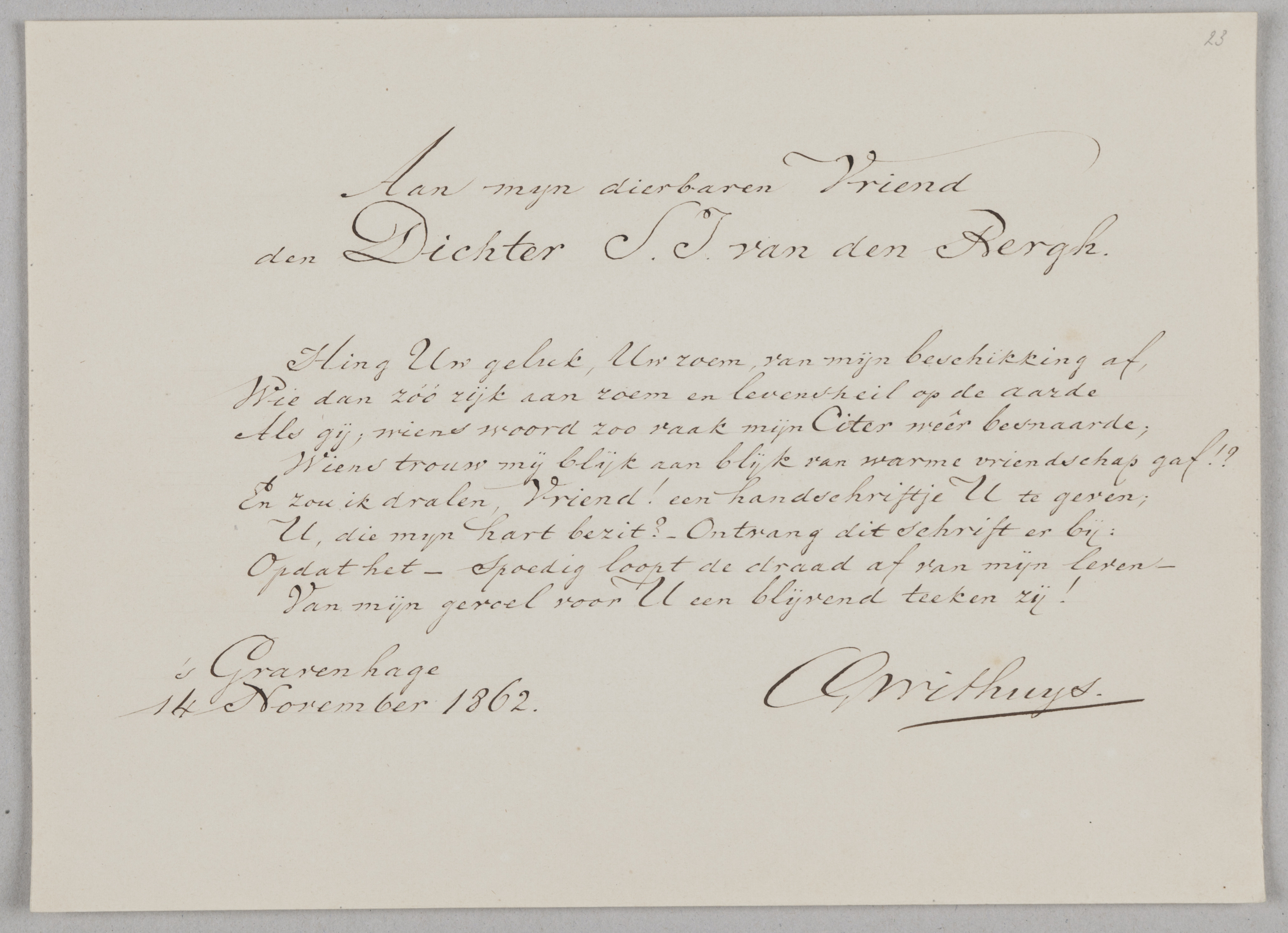
Handschrift van Withuys

- Het bombardement van Antwerpen (1831)
- Hollands vlag (1831)
- Gedichten (1833)
- Bekroonde volksliederen, uitgegeven door de Maatschappij tot Nut van 't Algemeen (1835)
- Cantate, ter gelegenheid der viering van het vijftigjarig bestaan van het Amsterdamsche eerste departement der Maatschappij tot Nut van 't Algemeen (1835)
- Gedenkboek van 1830-1831 (1856)
- Verhalen, romancen en vertellingen (1863)